# Jacob Holdt
Jacob Holdt (né en 1947 à Copenhague) est un photographe danois.

## Biographie
Chassé en 1969 du domicile familial par son père, pasteur luthérien, Jacob Holdt part alors au Canada avant de décider de gagner le Chili en auto-stop pour soutenir Salvador Allende. Ce qu'il découvre aux États-Unis le pousse à s'y arrêter. C'est le début de cinq ans de vagabondage sur les routes, à la découverte de l'Amérique sous le prisme de la pauvreté et de l'exclusion, notamment celle des Noirs. De ce voyage dans les coulisses du rêve américain, il a rapporté des milliers de photos prises avec un appareil amateur expédié par son père pour qu'il mette en images ce qu'il racontait dans ses lettres.
Rentré au Danemark en 1976, Jacob Holdt organise une projection de ses diapositives dans son village, projection qui rencontre un grand succès, lui assure une existence médiatique et le conduit à publier American pictures, best-seller illustré de 700 photographies. Il réalise ensuite un diaporama qu'il présente en conférences dans le monde entier.

## Prix et distinctions
- 2009, Prix Fogtdal de photographie

## Collections, expositions
- Artiste de la collection Frac Bretagne

- Plouha (22) France